# Prêmio Irène Joliot-Curie
O Prêmio Irène Joliot-Curie é um prêmio francês para mulheres em ciência e tecnologia, fundado em 2001 pelo Ministério do Ensino Superior, Pesquisa e Inovação. Recebeu o nome da cientista francesa Irène Joliot-Curie. Não confundir com um prêmio diferente com o mesmo nome, oferecido desde 1956 pela Société Française de Physique.
Todos os anos são concedidos três prêmios: um para a cientista do ano, um segundo para uma jovem cientista e um terceiro para uma mulher em negócios e tecnologia. Além disso, nos primeiros anos do prêmio foi concedida uma quarta categoria de prêmios, a um indivíduo ou grupo em reconhecimento à sua orientação de mulheres na ciência. Desde 2011 as vencedoras do prêmio são escolhidas pela Académie des Sciences e pela Académie des technologies.

## Laureadas
| Ano  | Mulher Cientista do Ano        | Jovem Mulher Cientista          | Mulher em Negócios e Tecnologia | mentoria                                                           |
| ---- | ------------------------------ | ------------------------------- | ------------------------------- | ------------------------------------------------------------------ |
| 2003 | Françoise Héritier             |                                 | Muriel Thomasset                | Femmes ingénieurs                                                  |
| 2004 | Anne-Marie Jolly-Desodt        |                                 | Marie-Françoise Roy             | Société internationale pour l'étude des femmes de l'Ancien Régime  |
| 2005 | Rose Dieng-Kuntz               | Béatrice Chatel                 |                                 | Ingénieur-e de demain de l’association OPE-URIS                    |
| 2006 | Cecilia Ceccarelli             | Julia Kempe                     | Françoise Heilmann-Pascal       |                                                                    |
| 2007 | Monique Combescure             | Hakima Mendil-Jakani            | Magali Vaissière                | Marie-Paule Cani                                                   |
| 2008 | Brigitte Senut                 | Katell Berthelot                | Catherine Langlais              | Catherine Marry                                                    |
| 2009 | Michèle Leduc                  | Virginie Bonnaillie-Noël        | Malika Haimeur                  | Association française des femmes diplômées des universités (AFFDU) |
| 2010 | Alessandra Carbone             | Anne Peyroche                   | Françoise Soussaline            |                                                                    |
| 2011 | Anne-Marie Lagrange            | Laure Saint-Raymond             | Pascale Vicat-Blanc             |                                                                    |
| 2012 | Marina Cavazzana-Calvo         | Bénédicte Menez                 | Isabelle Buret                  |                                                                    |
| 2013 | Valérie Masson-Delmotte        | Wiebke Drenckhan e Claire Wyart | Véronique Newland               |                                                                    |
| 2014 | Hélène Olivier-Bourbigou       | Virginie Courtier-Orgogozo      | Séverine Sigrist                |                                                                    |
| 2015 | Leticia Cugliandolo            | Rut Carballido Lopez            | Agnès Bernet                    |                                                                    |
| 2016 | Françoise Briquel-Chatonnet    | Nathalie Carrasco               | Sylvaine Neveu                  |                                                                    |
| 2017 | Nathalie Palanque-Delabrouille | Hélène Morlon                   | Aline Gouget                    |                                                                    |
| 2018 |                                | Lenka Zdeborová                 | Dinh Thuy Phan Huy              |                                                                    |
| 2019 | Françoise Lamnabhi-Lagarrigue  | Sophie Postel-Vinay             | Belinda Cowling                 |                                                                    |
| 2020 | Fariba Adelkhah                | Céline Guivarch                 | Sandrine Lévêque-Fort           |                                                                    |